# Final Masquerade
"Final Masquerade" é uma canção da banda americana de rock Linkin Park. A música foi gravada para o sexto álbum de estúdio do grupo, The Hunting Party, onde é a décima-primeira faixa e também o seu quinto single. Ela foi produzida por Mike Shinoda e Brad Delson, com a ajuda de Emile Haynie.
O videoclipe da canção foi lançado oficialmente em 30 de julho de 2014 e foi dirigido por Mark Pellington.

## Faixas
| Digital download |                    |         |  |
| N.º              | Título             | Duração |  |
| 1.               | "Final Masquerade" | 3:37    |  |

## Recepção
Em uma resenha feita pela revista Billboard, a canção recebeu um parecer positivo. O artigo dizia que: "O sintetizador e as guitarras carregam a canção a meio-tempo até um refrão de hard rock. Com isso, outro caso de amor acaba de forma épica e tem até vozes de uma multidão em um estádio".
A MTV descreveu a música como "no ponto, no limite, harmonicamente luxuriante que cai perfeitamente na linha pesada do Linkin Park".

## Tabelas musicais
| Paradas (2014)                                  | Melhor posição |
| ----------------------------------------------- | -------------- |
| Austrália (ARIA)                                | 43             |
| Bélgica (Ultratop 50 da Valônia)                | 46             |
| Canadá (Canadian Hot 100)                       | 85             |
| Dinamarca (Hitlisten)                           | 34             |
| Espanha (PROMUSICAE)                            | 35             |
| França (SNEP)                                   | 45             |
| Hungria (Single Top 40)                         | 5              |
| Nova Zelândia (Recorded Music NZ)               | 30             |
| Portugal (AFP)                                  | 22             |
| Suíça (Schweizer Hitparade)                     | 64             |
| Reino Unido (UK Singles Chart)                  | 106            |
| Reino Unido (UK Rock Chart)                     | 2              |
| Estados Unidos (Bubbling Under Hot 100 Singles) | 15             |
| Estados Unidos (Rock Songs)                     | 18             |
| Estados Unidos (Billboard Rock Digital Songs)   | 6              |

## Histórico de lançamento
| Região | Data                | Formato          | Gravadora            |
| ------ | ------------------- | ---------------- | -------------------- |
| Mundo  | 10 de junho de 2014 | Download digital | Warner Bros. Records |